# Квазінормальна підгрупа
Квазінорма́льна підгру́па — це підгрупа особливого типу, що комутує з усіма іншими підгрупами цієї групи, відносно поелементного добутку.
Квазігамільто́нова гру́па — це група, всі підгрупи якої квазінормальні.

## Приклади
- Нормальна підгрупа є квазінормальною.
- Дедекіндова група є квазігамільтоновою.
- Розширення циклічної p-групи за допомогою циклічної p-групи, де p — просте число, є квазігамільтоновою групою

## Властивості
Квазінормальна підгрупа має модулярну властивість у ґратці підгруп.
У скінченній Т-групі відношення квазінормальності на множині її підгруп транзитивне.
Підгрупа скінченної групи є квазінормальною тоді й лише тоді, коли вона є елементом субнормального ряду підгруп і має модулярну властивість у ґратці підгруп.
Якщо A — циклічна квазінормальна підгрупа групи G, то [A, G] — абелева група.
Якщо A — абелева квазінормальна підгрупа групи G, а n — натуральне число, непарне або кратне 4, то {\displaystyle A^{n}} — квазінормальна підгрупа групи G.
Скінченна група квазігамільтонова тоді й лише тоді, коли вона нільпотентна та її силовські підгрупи мають модулярні групові структури.